# モンゴル国立農業大学
モンゴル国立農業大学（モンゴルこくりつのうぎょうだいがく、モンゴル語: Хөдөө аж ахуйн их сургууль、英語: Mongolian University of Life Sciences）は、モンゴルの国立大学。
英称に倣いモンゴル生命科学大学（モンゴルせいめいかがくだいがく）と呼称される場合もある。略称はХААИС（ハーイス）。

## 概観
モンゴル国唯一の農業系総合大学である。5学部、4付属研究所を設置し、学部学生4,040人、修士学生2,170人、博士学生180人、教職員407人を数える。
1942年にモンゴル国立大学の獣医学部として創立、1958年に農業研究所として分離した。1990年以降の改革の中で、農業大学（the University of Agriculture）として正式な大学となる。2014年に英語呼称を現在の名称に改称したが、モンゴル語呼称はХөдөө аж ахуйн их сургууль（日本語で「農業（の）大学」の意味）のままである。

## 沿革
主要な出典は公式サイト。
- 1942年 - モンゴル国立大学に獣医学部が設立される。
- 1943年 - モンゴル国立大学に畜産学部が設立される。
- 1949年 - 上記2学部が統合され、農学部となる。
- 1958年 - モンゴル国立大学の組織改編により、農学部が農業研究所（Institute of Agriculture）となる[5]。研究領域は獣医学、畜産学、農学。
- 1960年 - 研究領域に農業工学が追加される。
- 1961年 - 畜産学、農学、獣医学を研究領域とする農業研究所が設立。
- 1967年 - 研究領域に農業経済学が追加される。
- 1990年 - 農業研究所を再編し、農業大学設立。
- 1993年 - モンゴル国立農業大学へ改称。
- 2009年 - 傘下にモンゴル農業科学アカデミー設立。
- 2014年 - 英語呼称を"Mongolian state University of Agriculture"から"Mongolian University of Life Sciences"に変更。5学部に再編。

## 組織
学部・学科
- 獣医学部
  - 基礎科学科
  - 非伝染性疾病学科
  - 伝染性疾病及び公衆衛生学科

- 動物科学・バイオテクノロジー学部
  - 動物科学科
  - 食品科学科
  - 草地・飼料科学科
  - バイオテクノロジー・育種学科

- 農業生態学部
  - 植物生産学科
  - 土壌管理学科
  - 環境学科

- 農業工学部
  - 電気電子工学科
  - 機械エンジニア工学科
  - 食品加工学科
  - 機械工学科
  - 数学・物理・情報工学科

- 農業経済学部
  - 農業経済学科
  - 会計学科
  - 経営学科
  - 経済・数理モデル学科
  - マーケティング学科
  - 金融学科

- 大学院

付属施設
- 獣医学研究所
- 畜産学研究所
- 植物科学研究所
- 植物病理研究所

- 農業研究・トレーニングセンター

　トゥブ県ボルヌール村に所在。約150ヘクタールあり、各種の穀物や植物が植えられている。JICAの草の根無償援助を用いて電気、井戸、灌漑、宿泊施設の整備を行った。
- 東部地域研究センター
- 西部地域研究センター
- 養蜂研究所
- 付属図書館：蔵書数約200,000冊。2022年10月現在、第2本部棟への移転作業のため、一時閉館中。

福利厚生施設
- 学生食堂「オルギル　ゾーク」
- カフェ
- 売店
- 学生寮

## 校舎
大学本館は当初は軍事大学の校舎だったが、1958年のモンゴル国立大学の機構再編にあたり、本大学が移転した。現在は、農業生態学部と農業工学部の研究室、教室及び食堂等の福利厚生施設等が所在している。傾斜地に立地しており、正面玄関のある南側は2階建てだが北側は3階建てとなっているため、2階を歩いていたはずがいつの間にか3階にいるということが起こる。
建設会社と共同して大学敷地内でアパート開発を行い、その一部を教職員用の住宅にする取り組みを行っている。